# Clementina, Prințesă de Salerno
Clementina de Austria (germană Maria Clementina Franziska Josepha 1 martie 1798 – 3 septembrie 1881) a fost arhiducesă de Austria și Prințesă de Salerno după căsătoria cu Prințul Leopold de Bourbon-Două Sicilii, Prinț de Salerno.